# Dakar 18
Dakar 18 es un videojuego de carreras desarrollado por el estudio portugués Bigmoon Entertainment y publicado por Deep Silver para PlayStation 4, Xbox One y Microsoft Windows basado en el rally anual más famoso organizado por la Amaury Sport Organisation.
El Rally Dakar es una carrera de resistencia de rally raid que se considera uno de los eventos más arduos y exigentes en el calendario de los deportes de motor. Corriendo por 40a vez en 2018, la edición de este año tiene una ruta de 9000 km, también es el décimo Rally Dakar en participar en América del Sur desde la reubicación de la serie desde Europa y África en 2009.

## Gameplay
Dakar 18 es un juego de carreras ambientado en un entorno de mundo abierto. Cuenta con modos para un jugador y multijugador fuera de línea y en línea. El mundo del juego tiene más de 5,791 millas cuadradas (15,000 km²) de tamaño, que es aproximadamente del tamaño de la Región Metropolitana de Santiago (equivalente, el estado de Connecticut de los Estados Unidos o la Región de Moquegua del Perú), y completamente explorable. Habrá cinco categorías de vehículos disponibles, incluidos automóviles, camiones, motocicletas, quads y UTV. Los jugadores también tienen la opción de salir de su vehículo y explorar el mundo a pie, para sacar su vehículo de la arena o el barro. El juego presenta un sistema de daños y reparación.

## Recepción
El juego fue mal recibido. Jeuxvideo dijo que "Sus numerosas fallas técnicas y su pobre física son demasiado para superarlas". TheSixthAxis concluye que "Dakar 18 es tristemente un juego mal juzgado que puede ser refrescantemente diferente para empezar, pero termina siendo increíblemente frustrante, detrás del ritmo y mal implementado".
GameStar dijo "Para un corredor de Arcade con actitud offroad es demasiado complejo, para una simulación de carrera la física es demasiado exagerada, el control demasiado esponjoso y la navegación demasiado imprecisa". 4Players dijo que "las imágenes deficientes, la física de conducción deficiente y el copiloto totalmente incoherente se aseguran de que esto no funcione como un juego de rally ni como un simulador de carreras GPS".